# Microsoft Certified Systems Engineer
Microsoft Certified Solutions Expert (MCSE) is een certificatie van Microsoft die behaald kan worden door het slagen op welbepaalde MCP-examens, in een van hun erkende examencentra. Het test naast de systeembeheerkennis ook het implementeren en plannen van Windows-besturingssystemen.

## Status
Momenteel kan men de MCSE-status behalen in de volgende competenties:
- MCSE: Cloud Platform and Infrastructure
- MCSE: Data Management and Analytics
- MCSE: Mobility
- MCSE: Productivity

De mogelijkheid tot het behalen van een status als MCSE Windows NT, Windows 2000, Windows Server 2003 en Windows Server 2008 is niet meer mogelijk. De behaalde certificeringen zullen echter nooit vervallen en de status voor de behaalde MCSE-certificering blijft behouden.
Een stapje lager is er de MCSA-status.